# Медаль «За заслуги в тылу в Отечественной войне»
Медаль «За заслуги в тылу в Отечественной войне» (азерб. "Vətən müharibəsində arxa cəbhədə xidmətlərə görə" medalı) — медаль Азербайджанской Республики.

## История
20 ноября 2020 года на пленарном заседании Милли Меджлиса Азербайджана был вынесен на обсуждение законопроект о внесении поправок в закон «Об учреждении орденов и медалей Азербайджанской Республики».
Медаль «За заслуги в тылу в Отечественной войне» была учреждена в этот же день в первом же чтении согласно законопроекту об учреждении орденов и медалей по случаю победы Азербайджана в «Отечественной войне», как в Азербайджане официально был именован вооружённый конфликт в Нагорном Карабахе осени 2020 года.
В законопроекте слова «Медаль За заслуги в тылу в Отечественной войне» были добавлены после слов «Медаль Участник Отечественной войны» в статье 2 п. 1.2.